# Stephen Holland
Stephen Holland (31 maggio 1958) è un ex nuotatore australiano.
Specializzato nello stile libero, ha vinto ad appena 15 anni la medaglia d'oro nei 1 500 m sl ai Belgrado 1973, dove stabilì il record mondiale sulla distanza, e la medaglia di bronzo nei 1 500 m sl alle Olimpiadi di Montréal 1976. A Belgrado la sua impresa fu contraddistinta da un fatto unico nella storia delle finali di nuoto: sia lui che il nuotatore USA Rick De Mont secondo classificato nuotarono in realtà per 1 600 mt. Infatti, non avendo correttamente contato le vasche effettuate, sia Holland che il secondo classificato non si fermarono ai 1 500 mt ma nuotarono ancora per altri 100 mt (2 vasche) prima di fermarsi avvisati acusticamente in acqua.
È stato primatista mondiale negli 800 m e 1 500 m sl.

## Palmarès
- Olimpiadi

Montréal 1976: bronzo nei 1500 m sl.
- Mondiali

1973 - Belgrado: oro nei 1500 m sl.